# Młociny (stanice metra ve Varšavě)
Młociny je stanice varšavského metra na lince M1. Kód stanice je A-23. Otevřena byla 25. října 2008. Jde o konečnou stanici, depo je však pouze ve stanici Kabaty. Ze stanice je možnost přestupu na tramvaj nebo autobus. Leží v městské části Bielany.